# De Faunabescherming
De Faunabescherming is een Nederlandse stichting die opkomt voor de belangen van in het wild levende dieren. Tot 1997 heette de organisatie Stichting Kritisch Faunabeheer. 

## Activiteiten
Activiteiten om haar doel te bereiken, zijn onder andere het overleggen met politiek en overheid, om verbeteringen in bestaande wetgeving aangebracht te krijgen. Een van haar doelen in dit verband is een verbod op alle vormen van jacht. 
Verder voert De Faunabescherming protestacties bij jachtpartijen of bijeenkomsten van jagers, probeert door middel van publieke informatie een tegenwicht te bieden tegen de invloed van jagers en hun organisaties met betrekking tot faunabeheer en natuurbescherming, voert zij juridische procedures tegen haars inziens ten onrechte verleende ontheffingen om bepaalde diersoorten te bejagen, en verricht zij inspecties en inventarisaties in het veld, om misstanden met betrekking tot de jacht en het welzijn van in het wild levende dieren in het algemeen, op te sporen en te rapporteren. 
De Faunabescherming geeft ook het tijdschrift Argus uit.